# Estheria magnum
Estheria magnum là một loài ruồi trong họ Tachinidae.